# Ait Naamane
Ait Naamane (franska: Ait Naamane (CR), Ait Naamane (Commune Rurale), arabiska: أيت بورزوين) är en kommun i Marocko.   Den ligger i provinsen El Hajeb och regionen Fès-Meknès, i den nordöstra delen av landet, 150 km öster om huvudstaden Rabat. Antalet invånare är 6 375.